# 43 (szám)
A 43 (negyvenhárom) a 42 és 44 között található természetes szám.

## A szám a matematikában
A tízes számrendszerbeli 43-as a kettes számrendszerben 101011, a nyolcas számrendszerben 53, a tizenhatos számrendszerben 2B alakban írható fel.
A 43 páratlan szám, prímszám. Kanonikus alakja 43, normálalakban a 4,3 · 101 szorzattal írható fel. Két osztója van a természetes számok halmazán, ezek növekvő sorrendben: 1 és 43.
A 41 ikerprím-párja.
A legkisebb prím, ami nem Chen-prím.
Wagstaff-prím – (2ⁿ+1)/3 alakú prím, ahol n prímszám.
A Sylvester-sorozat tagja.
Középpontos hétszögszám.
6-os számrendszerben repunit (111).
Öt szám valódiosztó-összegeként áll elő, ezek az 50, 185, 341, 377 és a 437.

## A tudományban
- A periódusos rendszer 43. eleme a technécium.